# Mike Mansfield
Mike Mansfield (New York, 1903. március 16. – Washington, 2001. október 5.) az Amerikai Egyesült Államok szenátora (Montana, 1953–1977).